# فردریک چابرن
فردریک چابرن (انگلیسی: Frederick Chatburn؛ زادهٔ ۱۸۷۸) بازیکن فوتبال است.
از باشگاه‌هایی که در آن بازی کرده‌است می‌توان به باشگاه فوتبال گریمزبی تاون اشاره کرد.